# After. Amor infinit
After. Amor infinit (originalment en anglès, After Ever Happy) és una pel·lícula de drama romàntic dels Estats Units dirigida per Castille Landon amb guió de Sharon Soboil. Està basada en el llibre del mateix nom d'Anna Todd. És la quarta i última entrega de la sèrie de pel·lícules After, després d'After. Aquí comença tot (2019), After We Collided (2020) i After We Fell (2021). Tant Josephine Langford com Hero Fiennes Tiffin hi reprenen els seus papers de Tessa Young i Hardin Scott, respectivament.
La pel·lícula es va estrenar mundialment a Londres el 10 d'agost de 2022 i es va estrenar als cinemes el 7 de setembre de 2022.
Ha estat doblada i subtitulada al català oriental i al valencià per Amazon Prime Video. D'aquesta manera, es va convertir en la primera pel·lícula doblada al valencià tant en aquesta com en qualsevol altra plataforma. Com a After. Aquí comença tot, a la versió en català oriental, els actors de doblatge Carla Mercader i Marc Torrents posen la veu als personatges protagonistes de Tessa Young i Hardin Scott, respectivament.

## Argument
L'amor de Tessa i Hardin mai no ha estat fàcil. Mentre ell roman a Londres després del casament de la seva mare i s'enfonsa cada cop més en la seva pròpia foscor, ella torna a Seattle. Tessa és l'única capaç d'entendre'l i calmar-lo... ell la necessita, però ella ja no és la noia bona i dolça que era quan va arribar a la universitat. S'haurà de plantejar si el que ha de fer ara és salvar Hardin i la seva relació amb ell, o si ha arribat el moment de pensar només en ella mateixa. Si volen que el seu amor sobrevisqui, primer hauran de treballar en ells mateixos. Però serà el seu destí continuar junts?

## Repartiment
- Josephine Langford com a Tessa Young
- Hero Fiennes Tiffin com a Hardin Scott
- Chance Perdomo com a Landon Gibson
- Louise Lombard com a Trish Daniels
- Kiana Madeira com a Nora
- Carter Jenkins com a Robert
- Arielle Kebbel com a Kimberley
- Stephen Moyer com a Christian Vance
- Mira Sorvino com a Carol Young
- Rob Estes com a Ken Scott
- Frances Turner com a Karen Scott